# Зрубне
Зру́бне — село Сніжнянської міської громади Горлівського району Донецької області, Україна. Населення становить 108 осіб.

## Загальні відомості
Відстань до райцентру становить близько 38 км і проходить автошляхом Н21.
Землі села межують із територією смт Никифорове Сніжнянська міська рада Донецької області та с. Лісне Краснолуцька міська рада Луганської області.
Унаслідок російської військової агресії із серпня 2014 р. Зрубне перебуває на тимчасово окупованій території.

## Населення
За даними перепису 2001 року населення села становило 108 осіб, з них 85,19 % зазначили рідною українську мову, 13,89 % — російську, а 0,92 % — вірменську.
У селі Зрубне народився Галенко Іван Григорович — гвардії червоноармієць 160-го Гвардійського стрілецького полку 54-ї Гвардійської стрілецької Макіївської дивізії 5-ї Ударної армії 4-го Українського фронту. Брав участь у боях з німецько-фашистськими загарбниками, героїчно відзначився під час виконання бойової операції на лінії фронту між селами Зелене та Верхній Рогачик Великолепетиського (нині Верхньорогачицького) району Херсонської області.